# كلارا لاجو
كلارا لاجو (بالإسبانية: Clara Lago)‏ هي ممثلة إسبانية، ولدت في 6 مارس 1990 بمدريد في إسبانيا.

## أعمال

### أفلام
- (2018) الراكب

## وصلات خارجية
- كلارا لاجو على موقع IMDb (الإنجليزية)
- كلارا لاجو على موقع ألو سيني (الفرنسية)
- كلارا لاجو على موقع أول موفي (الإنجليزية)
- كلارا لاجو على موقع قاعدة بيانات الفيلم (الإنجليزية)
- كلارا لاجو على موقع كينوبويسك (الروسية)